# Linienweg
Der Linienweg ist im öffentlichen Personennahverkehr (ÖPNV) die Fahrstrecke des Linienverkehrs zwischen Anfangs- und Endhaltestelle oder in Hierarchien der für die Kommunikation zwischen Stellen vorgeschriebene Kommunikationsweg.

## ÖPNV
Ein Linienweg (auch Linienverlauf) ist die Menge aller Streckenabschnitte, die zu einer Linie gehören. Er ist die Fahrstrecke einer Linie, welche die auf den unterschiedlich möglichen Streckenführungen tatsächlich realisierten Fahrverläufe eines öffentlichen Verkehrsmittels im Linienverkehr darstellt. Ist der Linienweg in beiden Fahrtrichtungen unterschiedlich, dann gilt für die Messung der Entfernung das arithmetische Mittel. Der Linienweg lässt sich aus dem Fahrplan ableiten.

## Hierarchien
Formale Kommunikation findet in Hierarchien mit Linienorganisation (bei Behörden oder in Unternehmen) auf dem Dienstweg, dem organisatorisch dafür vorgesehenen Linienweg, statt. Informationen oder Nachrichten werden auf dem Linienweg von oben nach unten (Top-down) oder umgekehrt (Bottom-up) durch Kommunikationsmittel ausgetauscht. Hierüber gibt ein Organigramm Auskunft. Die Querinformation ist in diesem Sinne eine informelle Kommunikation abseits der vorgeschriebenen Linienwege. Bereits Konrad Mellerowicz gab 1952 zu bedenken, dass eine Organisation bei tief gegliederter Leitungsspanne schwerfällig wird, wenn für die gesamte Kommunikation der Linienweg gewählt würde. Er schlug deshalb vor, nur den Befehlsweg festzulegen und den Vorschlags- und Mitteilungsweg überhaupt nicht zu regeln.